# Formicarius nigricapillus
A Formicarius nigricapillus a madarak osztályának verébalakúak (Passeriformes) rendjébe és a  földihangyászfélék (Formicariidae) családjába tartozó faj.

## Rendszerezése
A fajt Robert Ridgway amerikai ornitológus írta le 1893-ban.

## Alfajai
- Formicarius nigricapillus destructus Hartert, 1898
- Formicarius nigricapillus nigricapillus Ridgway, 1893[2]

## Előfordulása
Costa Rica, Panama, Kolumbia és Ecuador területén honos. Természetes élőhelyei a szubtrópusi vagy trópusi síkvidéki és hegyi esőerdők. Állandó, nem vonuló faj.

## Megjelenése
Testhossza 18 centiméter.

## Természetvédelmi helyzete
Az elterjedési területe nagyon nagy, egyedszáma ugyan csökken, de még nem éri el a kritikus szintet. A Természetvédelmi Világszövetség Vörös listáján nem fenyegetett fajként szerepel.